# Pietro Baldassare
Pietro Baldassare (Roma o Brescia, XVII secolo – 1768 circa) è stato un compositore italiano di musica barocca.

## Biografia
Nacque probabilmente a Roma o Brescia in epoca antecedente al 1690. Della sua vita si sa poco eccetto che a Brescia era conosciuto come insegnante di canto.
Di lui sono rimaste poche opere. Fra esse figurano il componimento per musica Il giudizio di Paride e la Sonata Numero 1 in Fa per cornetta, violini e basso continuo.
Si presume che sia morto intorno all'anno 1768.